# Rolf Marnitz
Rudolf Wilhelm „Rolf“ Marnitz (* 6. Dezember 1925) ist ein deutscher Schauspieler, Regisseur, Hörspiel- und Synchronsprecher.

## Leben
Nach einer Schauspielausbildung sowie Gesangsstudium an der Hochschule für Musik Berlin arbeitete Marnitz eine Zeit lang als Regie-Assistent bei Erwin Piscator. Dennoch bildet nicht die Bühne den Schwerpunkt seiner künstlerischen Arbeit, sondern die Tätigkeit für den Hörfunk. Mehr als 15 Jahre lang arbeitete er als Regisseur beim SFB. Darüber hinaus lieh er seine Stimme zahlreichen Hörspiel-Charaktere. Oft wirkte er bei Produktionen Kurt Vethakes für Hörspiel-Labels wie Fontana, KIOSK, Maritim und Karussell mit. Er verkörperte hierbei verschiedene literarische Figuren wie den „Brion de Bois-Guilbert“ in Walter Scotts Ivanhoe, den „Vater Jaguar“ in Karl Mays Das Vermächtnis des Inka, den „Porthos“ in Alexandre Dumas’ Die drei Musketiere, den „Captain Bligh“ in Meuterei auf der Bounty sowie den „Harry Marsh“ in James Fenimore Coopers Wildtöter. Häufig sprach Marnitz bei diesen Produktionen gleich mehrere Rollen, wobei dann jeweils für die Cover neben seinem wirklichen Namen auch die Pseudonyme „Gerhard Zimran“ und „Rolf Taunus“ verwendet wurden.
Als Synchronsprecher lieh er seine Stimme unter anderem Michel Aumont in Mado, Robert Rietty in Das Omen, Ivan Rassimov in Mondo Cannibale, Ben Piazza in Die Bären sind los sowie William Beckley als Butler in Der Denver-Clan.
In Film- und Fernsehproduktionen ist Marnitz ebenfalls regelmäßig zu sehen. Er spielte in Fritz Genschows Adaption des Dornröschen-Stoffes, in Robert Siodmaks Fluchtdrama Tunnel 28, im Fernsehspiel Ermittlungen gegen Unbekannt nach Günter Wallraff, in Die Zwillinge vom Immenhof sowie in Dito Tsintsadzes Tatfilm Schussangst. Daneben übernahm er zahlreiche Gastrollen in Fernsehserien und -reihen wie Tatort, John Klings Abenteuer, Hafenpolizei, Liebling Kreuzberg, Drei Damen vom Grill, Ein Heim für Tiere und Alarm für Cobra 11 – Die Autobahnpolizei.

## Hörspiele (Auswahl)
- Die Kinder des Kapitäns Grant, Echo 1966, Regie: Kurt Vethake
- Gullivers Reisen, Maritim 1972, Regie: Kurt Vethake
- Der Kurier des Zaren, Fips 1972, Regie: Kurt Vethake
- Der letzte Mohikaner, Maritim 1972, Regie: Kurt Vethake
- Meuterei auf der Bounty, Echo 1972, Regie: Kurt Vethake
- Michel bringt die Welt in Ordnung, Fontana 1972, Regie: Kurt Vethake
- Ferien auf Saltkrokan, Karussell 1973, Regie: Kurt Vethake
- Moby Dick, Condorland 1973, Regie: Kurt Vethake
- Durchs wilde Kurdistan, Maritim 1975, Regie: Kurt Vethake
- Das Wirtshaus im Spessart, Condorland 1975, Regie: Kurt Vethake
- In den Schluchten des Balkan, Maritim 1975, Regie: Kurt Vethake
- König Arthur, Bunny 1975, Regie: Kurt Vethake
- Wildtöter, Condorland 1975, Regie: Kurt Vethake
- Winnetou I, Maritim 1975, Regie: Kurt Vethake
- Winnetou II., Maritim 1975, Regie: Kurt Vethake
- Winnetou III., Maritim 1975, Regie: Kurt Vethake
- Geheimnis-Serie: Geheimnis um ein verborgenes Zimmer, Karussell 1976, Regie: Kurt Vethake
- Abenteuer-Serie: Der Berg der Abenteuer, Fontana 1976, Regie: Kurt Vethake
- Die drei Musketiere, Condor 1976, Regie: Kurt Vethake
- Das Vermächtnis des Inka, Maritim 1976, Regie: Kurt Vethake
- Der Schatz im Silbersee, Maritim 1976, Regie: Kurt Vethake
- Die Sklavenkarawane, Maritim 1976, Regie: Kurt Vethake
- In 80 Tagen um die Welt, Maritim 1976, Regie: Kurt Vethake
- In den Kordilleren, Maritim 1976, Regie: Kurt Vethake
- Ivanhoe, Condorland 1976, Regie: Kurt Vethake
- Old Surehand I, Maritim 1976, Regie: Kurt Vethake
- Unter Geiern, Maritim 1976, Regie: Kurt Vethake
- Die Abenteuer des Simplicissimus, Bunny 1978, Regie: Kurt Vethake
- Professor van Dusen (1): Eine Unze Radium, Folgenreich 1979, Regie: Dietrich Auerbach
- Bibi Blocksberg 53: Der Superhexspruch, KIOSK 1991, Regie: Ulli Herzog
- Die Schatzinsel, Maritim, Regie: Kurt Vethake
- Fünf Freunde auf Schmugglerjagd, Ariola, Regie: Kurt Vethake
- Huckleberry Finns Abenteuer, Bella Musica, Regie: Kurt Vethake
- Robin Hood, Fontana, Regie: Kurt Vethake
- Professor van Dusen – Die Hörspiel-Legende von Michael Koser in neuen Fällen (2): Professor van Dusen reitet das trojanische Pferd, Maritim/Allscore 2015, Regie: Gerd Naumann

## Filmografie (Auswahl)
- 1955: Dornröschen
- 1962: Tunnel 28 (Escape from East Berlin)
- 1964: Abenteuerliche Geschichten: Die Schachpartie
- 1964: Hafenpolizei: St. Pauli ohne Maske
- 1970: Prostitution heute
- 1970: Die Schatzgräbergeschichte
- 1973: Die Zwillinge vom Immenhof
- 1974: Ermittlungen gegen Unbekannt
- 1976: Tatort – Transit ins Jenseits
- 1978: Rosi
- 1978: Kommissariat 9 (Fernsehserie, 2 Folgen)
- 1987: Stadtrand
- 1988: The Contract
- 1990: Birds of a Feather: Falling in Love Again
- 1991: Reise ohne Wiederkehr
- 2003: Schussangst

## Hörbuch
- Thea von Harbou: Das indische Grabmal. Filme zum Hören, 2007. ISBN 978-3-939988-01-4.